# Actinopus tatara
Espèce
Actinopus tatara est une espèce d'araignées mygalomorphes de la famille des Actinopodidae.

## Distribution
Cette espèce est endémique de la région d'Atacama au Chili,. Elle se rencontre à Huasco vers Aguada de Tongoy.

## Description
La femelle holotype mesure 20,4 mm.

## Systématique et taxinomie
Cette espèce a été décrite par Montenegro et Aguilera en 2023.

## Étymologie
Cette espèce est nommée en l'honneur de Tatara.

## Publication originale
- Montenegro, González & Aguilera, 2023 : « Una araña ratón en Chile: descripción de una especie nueva de Actinopus Perty, 1833 (Aranea [sic]: Actinopodidae) y primer registro del género para el país. » Revista Ibérica de Aracnología, no 43, p. 54-58.